# جادسون ویرا
جادسون ویرا (به پرتغالی: Jadson Viera Castro Gonçalves) مدافع اهل برزیل است که در شهر Santana do Livramento و در تاریخ ۴ اوت ۱۹۸۱ به دنیا آمده‌است.
جادسون ویرا در تیم‌های فوتبال Danubio سابقهٔ حضور دارد.